# Хельхейм
Хельхейм (прагерм. Helheim, буквально Владения Хель) — в германо-скандинавской мифологии один из девяти миров, мир мёртвых, в Хельхейм бог Один низверг великаншу Хель, поэтому она там властвует.
Это холодное, тёмное и туманное место, куда попадают все умершие, кроме героев, принятых в эйнхерии. Он окружён непроходимой рекой Гьёлль. Ни одно существо, даже боги, не может вернуться из Хельхейма. Вход в Хельхейм охраняется Гармом, чудовищной собакой, и великаншей Модгуд.
В день Рагнарёк из Хельхейма на корабле Нагльфар воинство Хель выплывет для сражения с асами. 
Хермод — единственный, кто был в Хельхейме и вернулся.
Другие названия:
- Хель (по имени хозяйки)
- Хельгард (Земля Хель)

## Этимология
Древнескандинавское собственное существительное женского рода Hel соответствует имени богини, которая правит в этом мире — Хель. Это слово имеет когнаты во всех ответвлениях германских языков, включая древнеанглийское hell (а следовательно, современное английское hell), древнефризкое helle, древнесаксонское hellia, древневерхненемецкое hella и готское 𐌷𐌰𐌻𐌾𐌰. Все эти формы происходят от реконструированного прагерманского существительного женского рода *haljō («скрытое место, подземный мир»). В свою очередь, прагерманская форма происходит от формы праиндоевропейского корня * kel-, * kol- «покрывать, скрывать, хранить».
Этот термин этимологически связан с современным английским hall, а следовательно, и Вальхаллой, потусторонним «залом убитых» в скандинавской мифологии. Hall и его многочисленные немецкие родственные происхождения происходят от прагерманского *hallō «закрытое место, зал», от праиндоевропейского *kol-.
Связанные ранненемецкие термины и понятия включают прагерманские *halja-rūnō (n), сложное существительное женского рода и *halja-wītjan, нейтральное составленное существительное. Эта форма реконструирована с латинизированного готического существительного во множественном числе *haliurunnae (засвидетельствованного Иорданом; по словам филолога Владимира Орла, означает «ведьмы»), древнеанглийского helle-rúne («волшебница, некромант», согласну Орлу) и древневерхненемецкого helli-rūna «магия». Слово состоит из двух элементов: haljō и * rūnō, прагерманского предшественника современного английского rune. Однако вторым элементом в готском haliurunnae может быть агент-существительное от глагола rinnan («бежать, идти»), что буквально означает «тот, кто путешествует в загробной жизни».
Прагерманское *halja-wītjan реконструированное с древнескандинавского hel-víti «ад», древнеанглийского helle-wíte «ад-мука, ад», древнесаксонского helli-wīti «ад» и средневерхненемецкого существительного женского рода helle-wīze. Это слово является соединением *haljō (см. выше) и *wītjan (реконструировано по таким формам, как древнеанглийское witt «правильный ум, остроумие», древнесаксонская gewit «понимание» и готское un-witi «глупость, понимание»).